# Selbstpsychologie
Die Selbstpsychologie ist eine moderne psychoanalytische Theorie und ihre klinischen Anwendungen, in den 1960er, 70er und 80er Jahren von Heinz Kohut in Chicago konzipiert und entwickelt, die sich stetig weiterentwickelt (Otto Kernberg) als eine zeitgenössische Form der psychoanalytischen Behandlung. Sie integriert die Abhängigkeit von wichtigen Objekten der Umwelt, also den bedeutendsten Personen des Individuums für die Organisation und Aufrechterhaltung des Selbst (Strukturniveau). Die psychoanalytische Selbstpsychologie ist eine Psychoanalyse, die sowohl Freud und die Erweiterung und Ausdifferenzierung (Heinz Hartmann) als auch insbesondere den wissenschaftlichen und therapeutischen Fortschritt seit Freud berücksichtigt und in Theorie und Praxis integriert hat. Anders als die mechanistisch-individualistische Triebtheorie der „klassischen Psychoanalyse“, die Patienten unbemerkt zu Objekten macht und sie nur scheinbar „objektiv“ beobachtet, sieht und analysiert die Selbstpsychologie den Menschen vom ersten Lebenstag an als ausgerichtet, beeinflußt und geprägt durch Beziehungen. Selbstpsychologische Analytiker sehen sich als in die Beziehung mit ihrem Klienten verwoben an und nicht als außenstehende und objektivierende Beobachter, was eine andere Art der Traumdeutung impliziert.

## Der Begriff „Selbst“
Das Selbst wurde zuerst von dem psychoanalytischen Ich-Psychologen Heinz Hartmann eingeführt. Es ergänzt das Strukturmodell der Psyche von Sigmund Freud. Dieser stellte das Modell der Psyche bestehend aus Es, Ich und Über-Ich auf.
In der Objektbeziehungstheorie und der Selbstpsychologie wird das Selbst in Beziehung zu einem Objekt verstanden, also das Selbst in Relation zu einer anderen Person.
Daniel N. Stern, ein bekannter Selbstpsychologe und Säuglingsforscher, schreibt hierzu: „Auch wenn niemand recht weiß, was das Selbst eigentlich ist, haben wir doch als Erwachsene ein sehr reales Selbstempfinden.“ Er beschreibt, dass das Selbst: als einzelner, abgegrenzter, integrierter Körper wahrgenommen wird; als Handlungsinstanz (in der wir selbst handeln); unsere Gefühle empfindet; unsere Absichten erfasst; unsere Pläne schmiedet; unsere Erfahrungen in Sprache umsetzt und unser persönliches Wissen mitteilt.

## Der Begriff „Ich“
Dass das Ich realitätsgerecht zwischen den Ansprüchen des Es, des Über-Ich und der sozialen Umwelt zu vermitteln hat, besagt, dass es orientiert ist an seinen eigenen psychischen Fähigkeiten und Möglichkeiten und an den möglichen und realen Gegebenheiten der Naturwelt und der Kulturwelt. Den Wissenserwerb über die eigenen psychischen Fähigkeiten, Möglichkeiten und Realitäten und die Möglichkeiten von Natur- und Kulturwelt nennt man Selbsterkenntnis: Erkenne dich selbst! (Wahlspruch in der Griechischen Philosophie) Selbsterkenntnis ist also Voraussetzung nahezu jeder glückenden Selbstverwirklichung. – „Glück“ soll hier jetzt nur ganz allgemein bedeuten, dass ein Mensch am Ende seines Lebens von sich sagen kann, sein Leben sei ihm geglückt: sinnstiftend, produktiv, erfahrungsreich gewesen.
Das Ich benötigt also für seine Vermittlungs-Funktion realitätsgerechte Vorstellungen über sich selbst, die »Selbst« bzw. »Selbstrepräsentanzen« heißen. Aus den Selbstrepräsentanzen bezieht ein Mensch seine Selbstdefinition, seine psycho-soziale Identität.

## Selbst und Ich im Vergleich
Das Selbst ist im Gegensatz zum Ich eine übergreifende Instanz in der Persönlichkeit (wird aber auch teilweise als ein Teil des Ichs beschrieben), die alle Instanzen wie Über-Ich und Es sowie auch alle Objekte, also die Vorstellung von den nahestehenden Personen einschließt. Seine Funktionen sind die Selbstwahrnehmung, Selbststeuerung, Kommunikation und Bindung. Das Selbst wird nur erfahrbar, indem es ein Gefühl des Wohlbefindens und des Selbstwertgefühls vermittelt.
Auf den ersten Blick scheint es, dass zwischen dem Ich und dem Selbst kaum Unterschiede bestehen. Der Schein trügt aber, denn das Selbst, als die strukturierten Bilder über sich selbst, ist natürlich nicht reflexions- und kritikfähig. Nur das Ich mit seinen Funktionen des Wahrnehmens, Denkens und des Gedächtnisses vermag zu reflektieren und selbstkritisch zu sein. Die Ausbildung eines kritischen Selbst ist eine der Hauptfunktionen des Ich.
Ein Selbst kann man dann kritisch nennen bzw. die Selbstrepräsentanzen sind dann vom Ich kritisch erfasst und ausgebildet worden, wenn sie die Grenzen des Selbst (der Person) zureichend realistisch erfassen und dem Bewusstsein widerspiegeln können. Dass man sich realistisch wahrnimmt, setzt Selbsterkenntnis voraus.

## Selbsterkenntnis
Selbsterkenntnis im tiefenpsychologischen Sinne ist die oft demütigende und schmerzhafte Erkenntnis der realen Grenzen des Selbst. Schmerzhaft ist diese Erkenntnis, weil wir uns alle gerne ungefährdeter, bedeutender, sicherer etc. sehen, als wir in Wahrheit sind. Diesen Sachverhalt bezeichnet man als Narzissmus. Erwachsene sollten ein realistisches Bild von sich haben – am besten eines, das ihrer Realität am nächsten kommt. Und sie sollten sich lieben und annehmen lernen so wie sie sind – und nicht, wie ein unrealistisches Über-Ich - Ich-Ideal sie gerne hätte. Und sie sollten sich nicht kleiner sehen, als es ihren Möglichkeiten entspricht, sonst können sie nicht der werden, der sie sein könnten und sein sollten.
„Werde, der du bist“ (= von deinen Fähigkeiten und Möglichkeiten her, von deinen Wesens-Anlagen her und Wesens-Möglichkeiten her) ist zunächst scheinbar ein Anspruch, der nur von der erzieherischen Umwelt her einer Person angetragen und durch Belohnungs- und Bestrafungsmechanismen ins Über-Ich hinein sozialisiert wird. Aber es ist auch ein mehr oder weniger unbewusster Anspruch aus dem Es: Der psychosomatische Bewegungsdrang, der Neugierdrang (Wahrnehmungsinteresse) und Bestätigungs-Drang (Primär-Narzissmus) führen unbewusst – also wie automatisch – dazu, sich zu erproben, zu behaupten und Probleme lösen zu wollen. Das Ich muss jedoch die Handlungsimpulse und Handlungsansprüche aus dem Es, dem Über-Ich und aus der sozialen Umwelt kritisch und vor allem selbstkritisch prüfen und dann handlungsleitend einsetzen, sodass man sagen kann: „Werde, der du bist“ ist ein Anspruch des ichfunktional gebildeten Gewissens.
Die Herausbildung des Selbst ist ein Vorgang der Kompromissbildung, insofern das Ich bei der Selbstverwirklichung zwischen den Ansprüchen des Es, des Über-Ich und des Sozialaußen (Feedback) vermittelt. Das optimale Ziel der Kompromissbildung ist die Findung eines stabilen, d. h. konfliktfähigen Selbst: eines Selbst, das menschliches Handeln in einem konflikthaften Leben lebensentfaltend (konfliktauflösend und konfliktminimierend) zu organisieren vermag. Diese Kompromissbildung des Selbst ist mitunter ein schwer zu lösendes Lebensproblem. Die Frage ‚Wer bin ich‘ stellt sich oft manifest als Sinnkrise.

## Übertragungsformen in der Selbstpsychologie
Gemäß der Theorie von Heinz Kohut würden Behandler mit einem selbstpsychologischen Fokus darauf achten, wann oder wie Patienten bestimmte Formen narzisstischer Übertragung entwickeln. „Vielfältige psychopathologische Störungen, nicht nur die Narzisstische Persönlichkeitsstörung, sondern auch Depressionen, Essstörungen, Hypochondrie oder Ängste, sind demnach auf ein geschwächtes Selbst rückführbar. Sämtliche Pathologien werden als Ausdruck von Entwicklungsarretierungen konzeptualisiert und nicht von Konflikten. Abwehrmechanismen dienen grundsätzlich dem Selbstschutz“. Dieser Selbstschutz könne sich in drei verschiedenen Übertragungsformen zeigen:
- Die Spiegelübertragung. In solchen Momenten brauche oder verlange ein Patient Bewunderung für sich selbst, er suche (betrachtet aus der Entwicklungslinie des Narzissmus) den „Glanz im Auge der Mutter“, um sein Selbst zu stabilisieren. Der Therapeut als Selbstobjekt solle den Patienten bewundern, idealisieren, loben. Dadurch solle das fragile Größen-Selbst gestärkt und stabilisiert werden.
- Die Zwillings- oder Alter-Ego-Übertragung. "Hier fungiert der Therapeut als ein Selbstobjekt, mit dem Übereinstimmung gesucht wird, gewissermaßen eine intensivierte Form der Spiegelung („Ich bin wie du!“). Seine Funktion besteht darin, Trost durch Anerkennung zu repräsentieren und dadurch das Selbst zu stabilisieren."
- Die Idealisierungsübertragung. Hier bewundert und idealisiert der Patient den Therapeuten. So, wie bei der Spiegelübertragung das Größen-Selbst des Patienten gestärkt werden soll, soll dies nun beim Therapeuten bewerkstelligt werden. Das Selbstwertgefühl wird dann dadurch gesteigert, dass sich der Patient mit besonderen Therapeuten umgibt und dadurch selbst zu jemand Besonderem wird. „Der Therapeut wird hier als Selbstobjekt verwendet, der die Idealisierung der Patienten annimmt.“[3]

Alle drei Übertragungsformen haben gemeinsam, dass positive Gefühle aufgebaut werden (sollen) und/oder, dass unbewusst Ängste vor Untergang und Fragmentierung abgewehrt werden. „Nach Kohuts Auffassung ist eine Psychologie des Selbst entbehrlich oder sogar unbrauchbar bei psychologischen Zuständen, in denen das Selbst entweder nicht oder nur in rudimentärer oder Restform existiert, wie dieses etwa in allerfrühester Kindheit und bei gewissen Zuständen schwerer Desorganisation und Regression, z. B. in der Psychose, der Fall ist. Relativ unwichtig ist eine Psychologie des Selbst [auch dann, wenn die] Selbstkohäsion fest und die Selbstannahme optimal etabliert sei […] Unverzichtbar sei sie allerdings immer dann, wenn jene Zustände untersucht werden würden, in denen Erfahrungen der gestörten Selbst-Annahme und/oder der Fragmentierung des Selbst den Mittelpunkt des psychischen Zustandes bildeten, wie dieses bei den Narzisstischen Persönlichkeitsstörungen par excellence der Fall sei“.

## Kritik der Selbstpsychologie
Die Selbstpsychologie wurde kritisiert, weil sie die Konfliktanalyse in den Hintergrund stellt. Otto Kernberg kritisierte sie, da sie auf das Heilungskonzept der empathischen Begleitung setzt. Klinische Phänomene erscheinen durch sie in neuem Licht, wie sogenannte narzisstische Störungsbilder, einige depressive Störungen, einige Angststörungen, sowie Essstörungen. Für diese Syndrome wurden neue Behandlungswege aufgezeigt. Die Selbstpsychologie wurde mehrfach als unanalytisch betrachtet, da Kohut die Nützlichkeit der Widerstandsanalyse bezweifelte.
Im Einzelnen kritisiert Kernberg mehrere Aspekte des selbstpsychologischen Behandlungsansatzes.
1. Mangelnde Differenzierung: Kohut habe „die Unterschiede zwischen den pathologischen Formen der Idealisierung […] und den normaleren Formen der Idealisierung […] übersehen [Dadurch] übersieht er die Unterschiede zwischen verschiedenen Entwicklungsebenen dieses Abwehrmechanismus. […] Darüber hinaus differenziert Kohut das pathologische Größen-Selbst nicht von der normalen Selbstbildung im Säuglingsalter und in der Kindheit. Daraus ergibt sich, daß seine Bemühungen, das Größen-Selbst zu erhalten […] versagen, wenn es darum geht, die Pathologie internalisierter Objektbeziehungen aufzulösen, und dadurch wird die Wirksamkeit der Behandlung dieser Patienten entscheidend eingeschränkt“.[5]
2. Verwechslung von Worten und innerem Erleben: „Kohuts Fallbeispiele sind weit von jeder Ähnlichkeit mit echten Verschmelzungsphänomenen entfernt, wie sie sich in den symbiotischen Übertragungen schizophrener Patienten entwickeln. Dies ist Teil eines größeren Problems: der Verwechslung der Aussagen eines Patienten über seine Erfahrungen mit der wirklichen Natur und Schwere seiner Regression. Wenn ein Patient zum Beispiel sagt, er fühle sich verwirrt oder als ob er in Stücke zerfiele, bedeutet das nicht notwendigerweise, daß er einer „Fragmentierung seines Selbst“ unterliegt.“[5]
3. Vernachlässigung der negativen und unbewussten Übertragungen. „Man hat den Eindruck, dass Kohut nur danach strebt, das Größen-Selbst allmählich abzuschwächen, so daß es keinen allzu zersetzenden Einfluß auf andere hat. […] Kohut vernachlässigt die Interpretation der negativen Übertragung und fördert sogar künstlich die Idealisierung in der Übertragung. Meiner Ansicht nach ist die Methode, die er bei narzißtischen Patienten anwendet, stützend und re-edukativ, denn er hilft ihnen, ihre aggressiven Reaktionen als natürliches Ergebnis des Versagens anderer Menschen in ihrer Vergangenheit zu rationalisieren. Dieses Problem tritt sogar konsistent in dem Fallmaterial auf, das sowohl von Kohut als auch in Goldbergs The Psychology of the Self: A Casebook (1978) vorgelegt wird“. (271) „Kohut vernachlässigt auch die Analyse der unbewußten Aspekte der Übertragung, das heißt, der Abwehrnatur. […] Indem Kohut das Konzept der Empathie auf das emotionale Bewußtsein des Analytikers vom zentralen subjektiven Zustand des Patienten beschränkt, vernachlässigt er die breitere Funktion der psychoanalytischen Empathie, die beinhaltet, daß der Analytiker sich gleichzeitig dessen bewußt wird, was der Patient erlebt und was er dissoziiert, verdrängt und projiziert.“[6]
4. Theoretische Begrenzung: „Libidinöse und aggressiv besetzte Selbst- und Objektvorstellungen haben in Kohuts theoretischem System keinen Platz […] Kohuts intrapsychische Welt enthält nur idealisierte Imagines des Selbst und anderer (Selbst-Objekte). Bei dieser theoretischen Begrenzung gelingt es nicht, die in der Übertragung auftretende Reproduktion innerer Beziehungen mit „bösen“ Objekten zu erklären, die doch nicht nur bei pathologischem Narzißmus, sondern bei allen Fällen schwerer Psychopathologie eine entscheidende Beobachtung ist. […] Wenn man meint, die Aggression eines Patienten in der Übertragung werde durch das „Versagen“ des Analytikers hervorgerufen, dann steht dies der Interpretation dieser Aggression als einer Übertragungsverzerrung […] diametral gegenüber [Durch die theoretische Begrenzung sei auch der Behandlungserfolg und die Wirksamkeit begrenzt:] Kohut hat zugegeben, daß seine Methode eine Besserung im narzißtischen Teil des Persönlichkeit bewirkt, aber nicht in ihrem objektbezogenen Teil“.[6]
5. Offene Fragen: Kohuts Theorie würde zentrale Fragen offen lassen (was motiviert das Selbst, wie entwickeln sich die Idealisierungen und die Selbstobjekte, was ist die Rolle der Objektbeziehungen?)[7]

Andere Autoren heben hervor, dass die Selbstpsychologie in drei Punkten kritikwürdig ist:
1. Fehlende Spezifität: Kohuts Behandlungsart sei nicht störungsspezifisch, denn er glaubt, ein Selbst-stärkender Ansatz könne jedem Patienten helfen, was wiederum einer Homogenisierung von psychischen Störungen gleich käme.
2. Einseitige Verantwortung: Es sei zu einseitig, bei Aggression, die im Patienten auftrete, immerzu die Empathie des Therapeuten oder der Eltern verantwortlich zu machen – dies sei wenig differenziert und wie ein naiver „Environmentalismus“.
3. Verwirrende Konzeptualisierungen: Das Konzept des Selbstobjekts sei so unscharf konzeptualisiert (alles könne zum Selbstobjekt werden, nicht nur Menschen, sondern auch Aktivitäten, Hobbys – letzteres stamme vom „späten Kohut“), dass die erklärende Kraft dadurch verloren ginge.